# Dorceus
Dorceus is een geslacht van spinnen uit de familie van de fluweelspinnen (Eresidae).

## Soorten
- Dorceus albolunulatus (Simon, 1876)
- Dorceus fastuosus C.L. Koch, 1846
- Dorceus latifrons Simon, 1873
- Dorceus quadrispilotus Simon, 1908
- Dorceus trianguliceps Simon, 1910